# Tyke
Tyke (danska Tyge, Thyge) är ett mansnamn, sidoform av namnet Toke ("tok") som var ett vanligt vikinganamn. Namnet blir latiniserat som Tyko eller Tycho. 
26 män i Sverige hade 2006 förnamnet Tyke. Sex män hade det som tilltalsnamn/ förstanamn.